# Isaac (pel·lícula)
Isaac és una pel·lícula de 2020 dirigida per Ángeles Hernández i David Matamoros. El guió està basat en l'obra teatral d'Antonio Hernández Centeno El día que nació Isaac. Rodada a Barcelona en castellà, s'ha doblat al català per a TV3.
Es va presentar a la secció Málaga Premiere del 23è Festival de Màlaga i va clausurar l'edició de 2020 de l'Atlàntida Film Festival. Va ser candidata als premis Goya de 2021 a divuit categories, incloent-hi a millor pel·lícula i direcció novella. Tot i això, no va rebre cap nominació.

## Sinopsi
Dos antics amics es retroben després de setze anys, però cap dels dos és com abans. Cadascun té una parella, però són molt diferents entre si. En Nacho i la Marta formen un matrimoni burgès, gaudeixen d'una vida molt acomodada a Barcelona, amb una feina excel·lent i un estatus social elevat. Tot i això, són infeliços perquè no aconsegueixen tenir un fill. En canvi, en Denis i la Carme són una parella més liberal i desinhibida, però viuen el dia a dia i lluiten per reunir diners amb la intenció d'obrir un restaurant. Quan es presenta la possibilitat que la Carme faci de "ventre de lloguer" a canvi dels diners necessaris per obrir el seu desitjat negoci, ambdues parelles s'hauran d'enfrontar als seus prejudicis i buscar la felicitat que fins ara no han trobat, encara que això impliqui trencar amb les seves pròpies normes, fins i tot quan la gestació ja estigui avançada.

## Repartiment
- Pepe Ocio: Nacho
- Iván Sánchez: Denis
- Maria Ribera: Marta
- Erika Bleda: Carmen
- Teresa Manresa: Mare Marta
- Albert Pérez: Pare Marta
- Nacho San José: Germà Marta